# کانن پاورشات تی‌ایکس۱
کانن پاورشات تی‌ایکس۱ (به انگلیسی: Canon PowerShot TX1) یک دوربین عکاسی کامپکت ساخت شرکت کانن است.